# Irán en los Juegos Olímpicos de México 1968
Irán estuvo representado en los Juegos Olímpicos de México 1968 por un total de 14 deportistas masculinos que compitieron en 3 deportes.
El portador de la bandera en la ceremonia de apertura fue el luchador Abolfazl Anvari.

## Medallistas
El equipo olímpico iraní obtuvo las siguientes medallas:
| Nombre                | Deporte      | Competición |
| --------------------- | ------------ | ----------- |
| Oro                   |              |             |
| Mohamad Nasiri        | Halterofilia | 56 kg M     |
| Abdolah Movahed       | Lucha libre  | 70 kg M     |
| Plata                 |              |             |
| Parviz Yalayer        | Halterofilia | 67,5 kg M   |
| Bronce                |              |             |
| Abutaleb Talebi       | Lucha libre  | 57 kg M     |
| Shamsedin Seyed-Abasi | Lucha libre  | 63 kg M     |